# 天秤座5
天秤座5，又名BD-14 4023，HD 129978、SAO 158788、HR 5503，是天秤座的一颗恒星，视星等为6.33，位于銀經339.48，銀緯39.15，其B1900.0坐标为赤經14h 40m 26.8s，赤緯-15° 39.15′ 17″。